# Archinadata aurivilliusi
Archinadata aurivilliusi är en fjärilsart som beskrevs av Kirby 1968. Archinadata aurivilliusi ingår i släktet Archinadata och familjen tandspinnare. Inga underarter finns listade i Catalogue of Life.